# تشغيل عالي التكرار
التشغيل عالي التكرار (إتش آر إيه) هو طريقة جديدة للتحكم بتحمل الأخطاء في مجال التشغيل الميكانيكي.

## نظرة عامة
الفكرة الأساسية هي استخدام الكثير من عناصر التشغيل الصغيرة، بحيث يكون لخطأ عنصر واحد تأثيرٌ ثانوي في النظام الكلي. يمكن بهذه الطريقة أن يبقى المشغل عالي التكرار فعالًا حتى عند حدوث خطأ في عدة عناصر. تُسمى هذه الخاصية أيضًا التدهور السلس.
تتطلب عملية تحمل الأخطاء في حال وجود أعطال في المشغل بعض أشكال التكرار. تُعد المشغلات أساسية لأنها تُستخدم للحفاظ على استقرار النظام وتحويله إلى الحالة المنشودة. تتطلب كلتا الحالتين تطبيق كمية محددة من الطاقة والقوة على النظام. لا يمكن أن تعمل أي طريقة تحكم إلا إذا أنتجت المشغلات هذه القوة الضرورية.
لذلك فإن الحل الشائع هو اتباع الطريق الآمن من خلال الإفراط في التشغيل: يتضمن النظام إجراءات تحكم أكثر بكثير من اللازم. تتضمن الطريقة التقليدية في الأنظمة الحرجة مضاعفة مباشرة للمشغلات. في كثير من الأحيان، تُستخدم ثلاثة أو أربعة مشغلات على التوازي في نظام التحكم بالطيران، وإن كان واحد منها سيبدو كافيًا من ناحية التحكم. بناء على ذلك، إذا فشل أحد المشغلات، فيمكن للمشغلات الباقية دومًا الحفاظ على تشغيل النظام. رغم النجاح الأكيد لهذه الطريقة، فهي أيضًا تجعل النظام مكلفًا وثقيلًا وغير فعال.

### مصدر إلهام التشغيل عالي التكرار
استُلهمت فكرة التشغيل عالي التكرار من الجهاز العضلي للإنسان. تتألف العضلة من عدة خلايا عضلية مفردة، ويكون لكل منها مساهمة دقيقة في قوة العضلة وحركتها. تسمح هذه الخصائص للعضلة ككل بأن تكون أكثر مقاومةً للضرر من الخلايا المفردة.

## التحقيق التقني
ليس الهدف من التشغيل عالي التكرار إنتاج عضلات من صنع الإنسان، بل استخدام مبدأ التعاون ذاته في المشغل التقني للحصول على تحمل أخطاء حقيقي. لتحقيق ذلك، يُجمع عدد كبير من عناصر المشغلات الصغيرة على التوازي وعلى التوالي لتشكيل مشغل واحد (راجع دارة التوالي أو التوازي).
تؤثر الأخطاء داخل المشغل على قدراته الأعظمية، لكن هناك إمكانية للحفاظ على الأداء الكامل دون تعديل أو إعادة تشكيل من خلال التحكم المتين. إن بعض أشكال مراقبة الحالة ضرورية من أجل إيصال تحذيرات للمشغل كي يطلب الصيانة. لكن لا تمتلك هذه المراقبة أي أثر على النظام نفسه، وذلك على عكس الطرق التكيفية وإعادة تشكيل التحكم، ما يبسط تصميم النظام بشكل كبير.
يُعد التشغيل عالي التكرار طريقة جديدة ومهمة في المجال العام للتحكم بتحمل الأخطاء، إذ يستخدم مفاهيم هندسة الوثوقية على المستوى الميكانيكي. عند إمكانية تطبيقها، يمكنها أن تُقدم مشغلات تعاني تدهورًا سلسًا ولكنها تستمر في العمل بأداء اسمي حتى في حال وجود أخطاء متعددة في عناصر المشغل.

### استخدام عناصر التشغيل على التسلسل
إحدى الميزات المهمة في التشغيل عالي التكرار هي أن عناصر المشغل تكون متصلة على التوازي وعلى التوالي معًا. في حين تُستخدم الترتيبات على التوازي بشكل شائع، فمن النادر استخدام التشكيل على التوالي لأنه قد أظهر فعالية أقل.
من ناحية ثانية، هناك خطأ واحد يصعب التعامل معه في الترتيب على التوازي: إقفال عنصر واحد في المشغل. لما كانت عناصر المشغل المتصلة على التوازي تمتلك الامتدادات ذاتها دائمًا، كان إقفال عنصر واحد منها قادرًا على جعل المجموعة بكاملها بلا فائدة. يمكن تخفيف ذلك من خلال حماية العناصر من الإقفال أو وضع حد للقوة التي يبذلها عنصر واحد. لكن هذه المقاييس تقلل من فعالية النظام وتطرح نقاط فشل جديدة.
يُظهر تحليل التشكيل على التوالي أنه يبقى فعالًا عند إقفال عنصر واحد. هذه الحقيقة مهمة في المشغل عالي التكرار، لأن تحمل الخطأ مطلوب في أنواع الخطأ المختلفة. الهدف من مشروع التشغيل عالي التكرار هو استخدام عناصر المشغل على التوازي وعلى التوالي للتكيف مع كل من الإغلاق وعدم الفعالية (خسارة القوة) لعنصر ما.

### التقنية المتوفرة
الفكرة الأساسية من التشغيل عالي التكرار هو لاأدرية التكنولوجيا: يجب أن تكون قابلة للتطبيق على مجال واسع من تقنيات المشغل، بما في ذلك أنواع مختلفة من المشغلات الخطية والمشغلات المنطقية.
من ناحية ثانية، تُجرى التجارب الأولية على مشغلات كهربائية، وتُستخدم بشكل خاص التقنيتان الكهروميكانيكية والكهرومغناطيسية. بالمقارنة مع المشغلات الهوائية، يسمح المحرك الكهربائي بتحكم أفضل بكثير بالموقع والقوة.

## وصلات خارجية
- home page of the initial project